# Тадеуш Кошћушко
Анджеј Тадеуш Бонавентура Кошћушко (пољ. Andrzej Tadeusz Bonawentura Kościuszko; Косава, 4. фебруар 1746 — Золотурн, 15. октобар 1817) је био пољски и литвански национални херој, генерал и вођа устанка 1794. против Русије. Борио се у Америчком рату за независност као пуковник на страни Вашингтона. За заслуге у том рату добио је чин генерала.

## Детињство и младост
Рођен је 4. фебруара 1746. у Великом војводству Литванија у Пољско-литванској унији у племићкој породици. Породица је припадала пољском племству, али били су осиромашени. Имали су само једно имање на којима је радила 31 породица кметова. Тадеуш и његов брат су започели школовање 1755, али због породичних проблема оба брата су се 1760. вратила кући. Јозеф је требало да наследи породично имање, а Тадеуш је одлучио да започне војну каријеру.
Краљ Станислав II Август је 1764. оформио универзитет за образовање официра и државних службеника. Тадеуш Кошћушко је децембра 1765. уписао нови универзитет. Поред војних предмета изучавао је историју Пољске, историју света, филозофију, латински, пољски, немачки, француски, право, економију, географију, аритметику, геометрију и инжињерију. Након дипломирања унапређен је у капетана.

## Кошћушко у Француској
Заједно са пријатељем Орловским добио је краљевску стипендију и 1769. су отишли у Париз. Студирао је на академији лепих уметности, али убрзо је схватио да није створен за сликара. Као странац није могао да студира на француској војној академији, а за студије инжењерства није имао довољно новца. Међутим Кошћушко се сам образовао, присуствовао је предавањима и користио је библиотеке војне академије. Његов боравак у предреволуционарној Француској имао је велики утицај на његове касније политичке погледе на свет.

## Повратак у Пољску
У првој подели Пољске Русија, Пруска и Аустрија су анектирали велики део Пољско-литванске уније. Пољска је морала да смањи војску на 10.000 војника, тако да кад се Кошћушко вратио 1774. у Пољску није било за њега места у војсци. Због тешког економског положаја није могао ни да се ожени, па је ујесен 1775 одлучио да емигрира.

## Дрезден и Париз
Покушао је да се запосли на саксонском двору или војсци, али нису га примили. Отишао је у Париз, где је сазнао за почетак Америчког рата за независност. Први амерички успеси су били са одушевљењем дочекани у Француској.

## Амерички рат за независност
Силас Дин и Бенџамин Френклин су регрутовали Кошћушка, који је августа 1776. стигао у Америку. У почетку је био добровољац, а већ у октобру 1776. унапређен је у пуковника инжењерије континенталне војске. По препорукама генерала Чарлса Лија и кнеза Адама Казимирза Чарториског именован је за главног инжењера Континенталне војске.
Био је послат у Пенсилванију. Ту је први пут прочитао Декларацију независности. Био је толико ганут документом да је одлучио да се лично сретне са аутором декларације Томасом Џеферсоном. Срели су се у Вирџинији и након заједничких дискусија постали су блиски пријатељи.
Први његов задатак је било утврђивање Филаделфије. Добио је задатак 24. септембра 1776. да утврди обале реке Делевар против могућег британског преласка. У пролеће 1777. придружен је северној армији под командом Хорација Гејтса. Као главни инжењер командовао је утврђивањем неколико тврђава и утврђивању војних логора дуж канадске границе. Његов рад је представљао значајан допринос америчком успешном повлачењу из битке код Тајкондероге и америчкој победи у бици код Саратоге 1777. године.
После тих битака Кошћушко је сматран једним од најбољих инжењера у америчкој служби. Џорџ Вашингтон му је поверио инжењеријске радове на утврђењу Вест Поинт на реци Хадсон. После тога је тражио да буде прекомандован у јужну армију, где је такође дао значајне доприносе америчкој победи.
После седам година 13. октобра 1783. амерички конгрес га је унапредио у бригадног генерала. Добио је и америчко држављанство, 2,5 km² земље и велику своту новца. Користио је новац и за ослобађање робова. Примљен је у Друштво Синсинатија и Америчко филозофско друштво.

## Повратак у Пољску
Вратио се 1784. у своје место и ту је ослободио женске кметове, а мушким је смањио радну обавезу. Локално племство (шљахта) је то сматрала опасним знаком либерализма.
Ситуација у Пољској се брзо мењала. Мала група политичара је веровала у брзе реформе и јачање државе. Значајни политички писци су се залагали за давање више слобода грађанима и кметовима и јачање централне власти. Велики део шљахте се слагао са тим идејама, а мрзили су страно мешање у пољске унутрашње ствари. Сејм је од 1788. до 1792. започео са нужним реформама. Кошћушко је то видео као прилику да се врати у војну службу и да служи своју земљу. Пријавио се у војску и 1789. је примљен у чину генерал-мајора. Добијао је и велику зараду, па су престали његови финансијски проблеми.
Мајски устав у Пољској представљао је трн у оку околним силама. Осим тога конзервативни магнати су 14. маја 1792. створили конфедерацију у Тарговици и тражили су од руске царице Катарине Велике да помогне да се сруши пољски устав. Када је 100.000 руских војника прешло пољску границу 18. маја 1792. започео је Рат за одбрану пољског устава.

## Рат за одбрану пољског устава
Због економских проблема Пољаци нису могли да створе војску од 100.000 војника, али војска је била добро увежбана и припремљена за рат. Када је започео рат, Кошћушко је био заменик команданта треће крунске пешадијске дивизије на чијем челу је био Јозеф Поњатовски. Када је Поњатовски постао командант пољске војске, Кошћушко је постао командант дивизије.
После издаје пруских савезника, војска Литваније није пружала отпор Русима. Пољска армија је била преслаба да се одупре, па се повукла на реку Буг, где се прегруписала и извршила контранапад. Кошћушко је победио у бици код Зјеленце 18. јуна. У биткама 17. и 18. јула Кошћушко је одбио вишеструко бројчано надмоћнијег непријатеља и постао је познат као најбриљантнији пољски командант тога времена. Краљ је 1. августа унапредио Кошћушка у генерал-пуковника. Међутим убрзо се краљ придружио конфедерацији из Тарговице и предао се Русима.

## Емиграција
Кошћушка је тешко погодила краљева капитулација. Он није био изгубио ниједну битку. Заједно са многим пољским командантима побегао је у Дрезден, па Лајпциг, где су емигранти припремали устанак против Руса. Емигранти су тражили подршку и везе унутар Пољске. Француска законодавна скупштина је 26. августа 1792. прогласила Кошћушка почасним грађанином Француске.
Пруска и Русија су 13. јануара 1793. потписале другу поделу Пољске, коју је ратификовао Сејм у Гродном 17. јуна. Такав исход представљао је тежак ударац члановима конфедерације из Тарговице, који су своје акције сматрали борбом за вековна права магната, а после свега већина Пољака их је сматрала издајицама. После поделе Пољска је постала земља од 200.000 km² и 4 милиона становника. Економија је била упропаштена, а расла је подршка за устанак.
Кошћушко је у јуну 1793. припремио план општенародног устанка. Припреме у Пољској су биле споре, па је одлучио да одложи почетак устанка. Русија и Пруска су поново присилиле Пољску да распусти већину војске. Осим тога агенти царске Русије открили су групу револуционара у Варшави и започели су са хапшењима истакнутих пољских политичара и војних команданата. Због тога је Кошћушко био присиљен да раније крене са устанком. Осим тога 12. марта је један пољски генерал одбио да демобилише своју јединицу и са њом је кренуо према Кракову, изазивајући побуне против Руса. Кошћушко је кренуо је 15. марта 1794. у Краков.

## Кошћушков устанак
Кошћушко је 24. марта 1794. дигао устанак. Захтевао је да свака пета кућа да бар једног војника. Руси су одмах кренули да угуше устанак, али Кошћушкове снаге су победиле 4. априла руски корпус у бици на Рацлавицама. Побуњеници су успели у априлу да истерају руску војску из Варшаве и Вилна, а убрзо и из других градова. У мају је Кошћушко прогласио укидање кметства и увођење грађанских закона за сељаке. Због отпора шљахте ти закони никад нису спроведени. Убрзо се и пруска војска окренула против Пољске, па су побуњеници у јуну били поражени. Повукли су се према Варшави, коју су утврдили. У јуну су Пруси заузели Краков. Здружене снаге руске и пруске војске безуспешно су у јулу опседале Варшаву.
Пољски устанак у Великој Пољској под командом Јана Домбровског је био успешан, па се пруска војска повукла из околине Варшаве и централне Пољске. Руси су добили појачања. Стигао је нови корпус под командом Александра Суворова, који је поразио побуњенике 10. октобра. Кошћушко је био рањен и заробљен. Руси су га послали у Санкт Петербург у Петропавловску тврђаву. Варшава је заузета 5. новембра и устанак је тако био сломљен.

## Каснији живот
Павле I, цар Русије је ослободио Кошћушка 1796. године. Тражио је од Кошћушка да се закуне на лојалност, а овај је тражио да цар ослободи 20.000 пољских политичких затвореника. Кошћушко је емигрирао у САД, па се вратио у Европу и 1798. се настанио крај Париза. Срео се са Наполеоном 1799, али није му веровао и одлучио је да не подржава оснивање Пољске под надзором Француске.
Није се вратио у Варшавско војводство и није се прикључио пољској војсци, која је била Наполеонов савезник.
Срео се 1815. са руским царем Александром I Романовим, али није се сложио са руском творевином Конгресном Пољском.
Једно време је живео у Швајцарској, где је умро након пада са коња 15. октобра 1817. године.